# Poissonova závorka
Poissonova závorka je matematická operace používaná ve fyzice, kde hraje důležitou roli v Hamiltonovské mechanice. Poissonova závorka umožňuje ověřovat kanoničnost transformací, generovat a ověřovat integrály pohybu ve fyzikálním systému a buduje analogii mezi klasickou a kvantovou mechanikou. Poissonova závorka díky svým definičním vlastnostem tvoří na vhodné množině Lieovu algebru.
Poissonova závorka je pojmenována po Siméonu-Denisi Poissonovi.

## Definice
Ve fázovém prostoru s kanonickými souřadnicemi {\displaystyle (q_{i},p_{i})~i=1,\dots ,N} mějme dvě funkce {\displaystyle f(q^{i},p_{i},t)\,} a {\displaystyle g(q^{i},p_{i},t)\,}, jejichž derivace podle souřadnic existují. Poissonova závorka z funkcí {\displaystyle f,g} je definována následovně.
{\displaystyle \{f,g\}=\{f,g\}_{p,q}\equiv \sum _{i=1}^{N}\left({\frac {\partial f}{\partial q^{i}}}{\frac {\partial g}{\partial p_{i}}}-{\frac {\partial f}{\partial p_{i}}}{\frac {\partial g}{\partial q^{i}}}\right)}

## Vlastnosti
Poissonova závorka je antisymetrická ve svých argumentech.
{\displaystyle \{f,g\}=-\{g,f\}}
Závorka je bilineární (lineární v obou argumentech).
{\displaystyle \{af+bg,h\}=a\{f,h\}+b\{g,h\}}
Splňuje Leibnizovo pravidlo.
{\displaystyle \{fg,h\}=f\{g,h\}+g\{f,h\}}
Není asociativní, ale splňuje Jacobiho identitu.
{\displaystyle \{f,\{g,h\}\}+\{g,\{h,f\}\}+\{h,\{f,g\}\}=0}
Pro časovou derivaci ze závorky platí
{\displaystyle {\frac {\partial }{\partial t}}\{f,g\}=\left\{{\frac {\partial f}{\partial t}},g\right\}+\left\{f,{\frac {\partial g}{\partial t}}\right\}.}
Díky antisymetrii dostáváme vztah pro speciánlí případ
{\displaystyle \{f,f\}=0.}
Pokud je množina veličin uzavřená na operaci Poissonovy závorky, pak díky antisymetrii a splnění Jacobiho identity spolu tvoří Lieovu algebru. Právě díky této vlastnosti se stala pro fyziky zajímavější, než podobná Lagrangeova závorka, která Jacobiho identitu nesplňuje a netvoří tak Lieovu algebru.

### Invariance při kanonické transformaci souřadnic
Transformaci souřadnic, která vede na stejné Hamiltonovy rovnice nazýváme kanonická transformace. Poissonova závorka dvou libovolných veličin {\displaystyle \{f,g\}} je invariantní vůči kanonickým transformacím, díky tomu nemusíme explicitně uvádět, ke kterým souřadnicím se závorka vztahuje.
{\displaystyle \{f,g\}=\{f,g\}_{p,q}=\{f,g\}_{P,Q}}

## Fyzikální aplikace

### Ověření integrálu pohybu
S využitím Hamiltonových kanonických rovnic lze pro totální časovou derivaci libovolné funkce {\displaystyle f} psát
{\displaystyle {\frac {\mathrm {d} f}{\mathrm {d} t}}={\frac {\partial f}{\partial t}}+\sum _{i=1}^{N}\left({\frac {\partial f}{\partial q^{i}}}{\frac {\mathrm {d} q^{i}}{\mathrm {d} t}}+{\frac {\partial f}{\partial p_{i}}}{\frac {\mathrm {d} p_{i}}{\mathrm {d} t}}\right)={\frac {\partial f}{\partial t}}+\sum _{i=1}^{N}\left({\frac {\partial f}{\partial q^{i}}}{\frac {\partial H}{\partial p_{i}}}-{\frac {\partial f}{\partial p_{i}}}{\frac {\partial H}{\partial q^{i}}}\right)={\frac {\partial f}{\partial t}}+\{f,H\}},
kde {\displaystyle H} je Hamiltonova funkce. V předposledním kroku byly dosazeny obě Hamiltonovy rovnice a v posledním kroku byla využita definice závorky. Pokud je úplná derivace veličiny v čase nulová, veličina se při časovém vývoji systému zachovává a nazýváme ji integrálem pohybu. Z poslední rovnosti je vidět, že pokud je veličina {\displaystyle f} integrál pohybu, pak platí následující.
{\displaystyle 0={\frac {\mathrm {d} f}{\mathrm {d} t}}={\frac {\partial f}{\partial t}}+\{f,H\}}
Dostáváme tak nutnou a zároveň postačující podmínku pro to, aby veličina byla integrál pohybu: pravá strana musí být rovna nule. Navíc v případě, že {\displaystyle f} nezávisí explicitně na čase (parciální derivace je nulová), zjednoduší se předchozí rovnice na tvar
{\displaystyle 0={\frac {\mathrm {d} f}{\mathrm {d} t}}=\{f,H\}.}
Zvolíme-li za funkci {\displaystyle f} Hamiltonovu funkci {\displaystyle H}, pak bude platit
{\displaystyle {\frac {\mathrm {d} H}{\mathrm {d} t}}={\frac {\partial H}{\partial t}}.}
Podle tohoto vztahu se tedy Hamiltonova funkce zachovává právě tehdy, když nezávisí explicitně na čase.

### Alternativní vyjádření Hamiltonových kanonických rovnic
Pomocí Poissonovy závorky lze přepsat Hamiltonovy kanonické rovnice do jiného, více symetrického tvaru. Díky tomu, že zobecněné souřadnice, ani kanonické hybnosti explicitně nezávisí na čase, můžeme jejich totální derivaci v čase vyjádřit ze vztahu výše pomocí závorky s Hamiltoniánem. Dostaneme následující ekvivalentní znění rovnic.
{\displaystyle {\frac {\mathrm {d} q^{i}}{\mathrm {d} t}}=\{q^{i},H\},{\frac {\mathrm {d} p_{i}}{\mathrm {d} t}}=\{p_{i},H\}}

### Ověření kanoničnosti transformace
Důležitými Poissonovými závorkami jsou takové závorky, v nichž roli obou argumentů hrají zobecněné souřadnice a kanonické hybnosti. Někdy se nazývají fundamentální Poissonovy závorky.
Takové Poissonovy závorky lze pak vyjádřit vztahy
{\displaystyle \{q^{i},p_{j}\}=\delta _{j}^{i}}
{\displaystyle \{q^{i},q^{j}\}=0}
{\displaystyle \{p_{i},p_{j}\}=0}
kde {\displaystyle \delta _{ij}} je Kroneckerovo delta. Pokud provedeme transformaci souřadnic, která zachovává fundamentální závorky pro všechny indexy {\displaystyle i,j}, pak v nových souřadnicích platí i Hamiltonovy rovnice (ve stejném tvaru) a transformace je kanonická. Díky invarianci závorek při kanonických transformacích tak platí, že vztahy pro fundamentální závorky jsou stejné, právě když jsou závorky všech veličin stejné.

### Poissonova-Jacobiho věta
Platí, že jsou-li funkce {\displaystyle f}, {\displaystyle g} integrály pohybu, je integrálem pohybu také Poissonova závorka {\displaystyle \{f,g\}}. Toto tvrzení je známé, jako Poissonova-Jacobiho věta (či jen Poissonova věta). Tvrzení může být užitečné při hledání nových integrálů pohybu, ale obvykle nedává užitečné výsledky. Integrálů pohybu je omezený počet a výsledek závorky je proto většinou funkcí již známých veličin. Například závorka ze dvou momentů hybnosti v různých osách dává moment hybnosti ve třetí ose.
{\displaystyle \{L_{i},L_{j}\}=\{\varepsilon _{ijk}x_{j}p_{k},\varepsilon _{jlm}x_{l}p_{m}\}=\varepsilon _{ijk}\varepsilon _{jlm}\left(x_{j}x_{l}\{p_{k},p_{m}\}+x_{l}p_{k}\{x_{j},p_{m}\}+p_{k}p_{m}\{x_{j},x_{l}\}+x_{j}p_{m}\{p_{k},x_{l}\}\right)}
{\displaystyle =\varepsilon _{ijk}\varepsilon _{jlm}\left(x_{l}p_{k}\{x_{j},p_{m}\}+x_{j}p_{m}\{p_{k},x_{l}\}\right)=\varepsilon _{ijk}\varepsilon _{jlm}\left(x_{l}p_{k}\delta _{jm}-x_{j}p_{m}\delta _{lk}\right)=-\varepsilon _{ijk}\varepsilon _{jkm}x_{j}p_{m}=\varepsilon _{ijk}\varepsilon _{kjm}x_{j}p_{m}=\varepsilon _{ijk}L_{k}}
Zachování momentu hybnosti odpovídá rotační symetrii. Pokud je tedy trojrozměrný systém rotačně symetrický ve dvou různých osách, je symetrický i při rotaci ve třetí ose (je izotropní). Poissonova závorka nedává novou informaci uvnitř systému, ale spíše o vztazích v něm.